# I fantastici viaggi di Fiorellino
I fantastici viaggi di Fiorellino (ハニーハニーのすてきな冒険?, Hanī Hanī no suteki na bōken, trad. "Le meravigliose avventure di Honey Honey") è un manga shōjo scritto e illustrato da Hideko Mizuno e serializzato dal 1966 al 1967 sulla rivista Ribon e raccolto successivamente in due volumi da Kōdansha. Nel 1981 è stato adattato in una serie televisiva anime di 29 episodi dalla Kokusai Eigasha. 

## Trama
Fiorellino (Honey Honey in originale e nel ridoppiaggio italiano) è un'adolescente che lavora come cameriera nella Vienna dell'Impero Asburgico. Ospite dell'albergo in cui ella lavora è l'arrogante principessa Florence (Flora nel nuovo doppiaggio), che si promette in moglie a chi le riporterà un suo anello di valore inestimabile, il Sorriso dell'Amazzone (Stella dell'Amazzonia nel nuovo doppiaggio), una volta che Florence l'ha infilato in un pesce fritto per poi gettarlo dalla finestra: ma Lili, la gattina di Fiorellino, inghiotte l'anello e, onde evitare che le venga fatto del male, Fiorellino fugge via, mentre in tutta la città si scatena una vasta caccia al gatto e alla sua padroncina da parte dei pretendenti alla mano della principessa, decisi a recuperare il suo anello e conquistare così il diritto a sposarla.
Tra i vari individui che si mettono sulle tracce di Fiorellino e Lili, uno in particolare sembra essere interessato più all'anello che alla bella Florence: il ladro gentiluomo Fenice che farà innamorare di sé l'ingenua Fiorellino. La caccia al gatto intanto si estende a varie città intorno al mondo perché Fiorellino e Lili, cercando di nascondersi, in realtà s'infilano nel cesto di una mongolfiera che s'invola in cielo. Da Parigi a New York, da Oslo a Londra, passando per Monte Carlo, Tokyo e Gibilterra, la vicenda porta non solo al recupero del tanto agognato anello, ma anche alla scoperta che Fiorellino è la sorella minore della principessa Florence grazie a una voglia sul piede.
La serie è notevole per l'ambientazione stile 'feuilleton' semi-realistico che allinea una serie di stereotipi sul mondo europeo e occidentale a cavallo tra le due guerre mondiali, con alcuni anacronismi che pure ben si mescolano con una trama spigliata e leggera.

## Personaggi
| Personaggio        | Doppiatore originale | Doppiatore italiano (doppiaggio originale) | Doppiatore italiano (ridoppiaggio) |
| ------------------ | -------------------- | ------------------------------------------ | ---------------------------------- |
| Fiorellino / Honey | Minori Matsushima    | Liliana Sorrentino                         | Emilia Costa                       |
| Fenice / Phoenix   | Makio Inoue          | Carlo Cosolo                               | Ivano Bini                         |
| Principessa Flora  | Fuyumi Shiraishi     | Anita Bartolucci                           | Sara Onorato                       |

## Edizione italiana
L'anime fu trasmesso in Italia nel 1983 da Italia 1 con il titolo I viaggi fantastici di Fiorellino e replicato più volte. Nella replica del 1996 fu rititolato I fantastici viaggi di Fiorellino e dotato di una nuova sigla italiana.
A partire dal 2000 la serie fu pubblicata in VHS dalla Avo Film e poi riproposta per molti anni da varie emittenti locali (e nel 2018 circa da alcuni canali nazionali del gruppo Gold TV) in una nuova edizione ridoppiata e basata sulla versione statunitense, con i titoli di Honey Honey o Honey e il gatto birbone.

## Sigle italiane
- La ballata di Fiorellino, musica e testo di Riccardo Zara, cantata da I Cavalieri del Re (1983-metà anni '90)
- I fantastici viaggi di Fiorellino, musica di Enzo Draghi, testo di Alessandra Valeri Manera, cantata da Cristina D'Avena (repliche Mediaset del 1996)
- Honey Honey Theme Song, sigla della versione americana scritta da Norman Bedford, Mark Boccaccio e Gustavo Rex (repliche con il ridoppiaggio dagli anni 2000)

## Episodi
Per il ridoppiaggio vengono riportati i titoli italiani letti dal narratore. A volte gli episodi in VHS includono post-produzioni con titoli diversi.
| Nº | Titolo italiano (doppiaggio storico / ridoppiaggio) Giapponese 「Kanji」 - Rōmaji - Traduzione letterale                                                                 | In onda          | In onda        |
| Nº | Titolo italiano (doppiaggio storico / ridoppiaggio) Giapponese 「Kanji」 - Rōmaji - Traduzione letterale                                                                 | Giapponese       | Italiano       |
| 1  | Il sorriso dell'amazzone / La stella dell'Amazzonia 「ねこがダイヤを食べちゃった」 - Neko ga daiya wo tabechatta – "Il gatto ha mangiato un diamante"                    | 17 ottobre 1981  | 20 luglio 1983 |
| 2  | Molto rumore sull'acqua / Molto rumore per l'acqua 「水の都は大騒ぎ」 - Mizu no miyako wa ōsawagi – "La città dell'acqua è un trambusto"                                 | 24 ottobre 1981  |                |
| 3  | L'ora della siesta / ? 「ナポリを見て逃げろ」 - Napori wo mite nigero – "Guarda Napoli e scappa"                                                                         | 31 ottobre 1981  |                |
| 4  | Fermata d'emergenza / ? 「アルプス急行 SOS」 - Arupusu kyūkō SOS – "Alpi Express SOS"                                                                                    | 7 novembre 1981  |                |
| 5  | La freccia che uccide / ? 「ベルンの森の赤い矢」 - Berun no mori no akai ya – "La freccia rossa della foresta di Berna"                                                  | 14 novembre 1981 |                |
| 6  | Il paese dei gatti / ? 「ハメルンは猫がいっぱい」 - Hamerun wa neko ga ippai – "Hameln è pieno di gatti"                                                                 | 21 novembre 1981 |                |
| 7  | Il gioiello di famiglia / Acchiapparella d'amore in un vecchio castello 「古城の恋の鬼ごっこ」 - Kojō no koi no onigokko – "Etichetta d'amore nel vecchio castello"      | 28 novembre 1981 |                |
| 8  | La nave scomparsa / ? 「フェニックス 風車支部」 - Fenikkusu kazaguruma shibu – "La filiale del mulino a vento della fenice"                                              | 5 dicembre 1981  |                |
| 9  | Regina per un giorno / ? 「1日だけのお妃さま」 - 1-nichi dake no o hi-sama – "Principessa per un giorno"                                                                 | 12 dicembre 1981 |                |
| 10 | Un principe azzurro / Cenerentola per una sera 「こよい シンデレラ」 - Koyoi Shinderera – "Brava Cenerentola"                                                            | 19 dicembre 1981 |                |
| 11 | Il cavaliere misterioso / La casa ad Orleans (?) 「オルレアンの魔女屋敷」 - Orurean no majo yashiki – "Il palazzo delle streghe di Orleans"                              | 26 dicembre 1981 |                |
| 12 | Un misterioso clown / Il circo sottosopra 「サーカスはてんやわんや」 - Sākasu wa ten'yawan'ya – "Il circo sottosopra"                                                    | 2 gennaio 1982   |                |
| 13 | Velocità che emozione / ? 「モンテカルロの青い疾風（かぜ）」 - Montekaruro no aoi hayate (kaze) – "La tempesta blu di Montecarlo"                                        | 9 gennaio 1982   |                |
| 14 | Il naufragio / ? 「大聖堂の鐘が鳴る」 - Tai seidō no kane ga naru – "Suona la campana della cattedrale"                                                                  | 16 gennaio 1982  |                |
| 15 | Le segrete del castello / ? 「マドリッドのほほえみ」 - Madoriddo no hohoemi – "Il sorriso di Madrid"                                                                     | 23 gennaio 1982  |                |
| 16 | La spia britannica / ? 「ジブラルタルの要塞」 - Jiburarutaru no yōsai – "Fortezza di Gibilterra"                                                                         | 30 gennaio 1982  |                |
| 17 | Il super pasticcere / ? 「世界最高のカステラ」 - Sekai saikō no kasutera – "La migliore castella del mondo"                                                              | 6 febbraio 1982  |                |
| 18 | Avventura a palazzo reale / ? 「リリーの大ピンチ！！」 - Rirī no dai Pinchi!! – "Il grande guaio di Lily!!"                                                              | 13 febbraio 1982 |                |
| 19 | Fiorellino e Robin Hood / Ritorna entro mezzogiorno! 「走れハニー！十二時までに」 - Hashire Hanī! Jū ni ji made ni – "Corri Honey! Entro le dodici"                      | 20 febbraio 1982 |                |
| 20 | I vichinghi all'arrembaggio / Il segreto di Honey Honey 「ハニーの秘密」 - Hanī no himitsu – "Il segreto di Honey"                                                       | 27 febbraio 1982 |                |
| 21 | Avventura a palazzo reale / Honey Honey rapita 「さらわれたハニー」 - Sarawareta Hanī – "Honey rapita"                                                                   | 6 marzo 1982     |                |
| 22 | Prigioniera di Slaag / Prigioniera nel castello di Tangera 「ツンドラ城のとりこ」 - Tsundora jō no toriko – "Prigioniera del castello della tundra"                      | 13 marzo 1982    |                |
| 23 | Inseguimento sulla neve / Il grande inseguimento 「SF大追跡」 - SF dai tsuiseki – "Grande inseguimento fantascientifico"                                                 | 20 marzo 1982    |                |
| 24 | Ivan il terribile / Ivan il terribile e il padre ritrovato 「わんぱく王子」 - Wanpaku ōji – "Principe cattivo"                                                           | 27 marzo 1982    |                |
| 25 | Il mercato degli schiavi / Lili viene venduta 「売られたリリー」 - Urareta Rirī – "Lili venduta"                                                                         | 3 aprile 1982    |                |
| 26 | Il tappeto volante / Farò della magia 「魔法はまかせて」 - Mahō wa makasete – "Lascia a me la magia"                                                                     | 10 aprile 1982   |                |
| 27 | In volo per l'India / ? 「飛んで飛んでインド」 - Tonde tonde Indo – "Prendere il volo per l'India"                                                                       | 17 aprile 1982   |                |
| 28 | Uno spettacolo di successo / Il folletto dal naso lungo 「大スター 花てんぐ」 - Dai Sutā hana tengu – "Il fiore del tengu e la grande stella"                            | 24 aprile 1982   |                |
| 29 | Le due sorelline / Addio New York, Addio 「ハロー・さよならニューヨーク（最終話）」 - Harō sayonara Nyū Yōku (saishū-banashi) – "Ciao, addio New York (episodio finale)" | 1º maggio 1982   |                |